# Johan Sigfrid Sirén

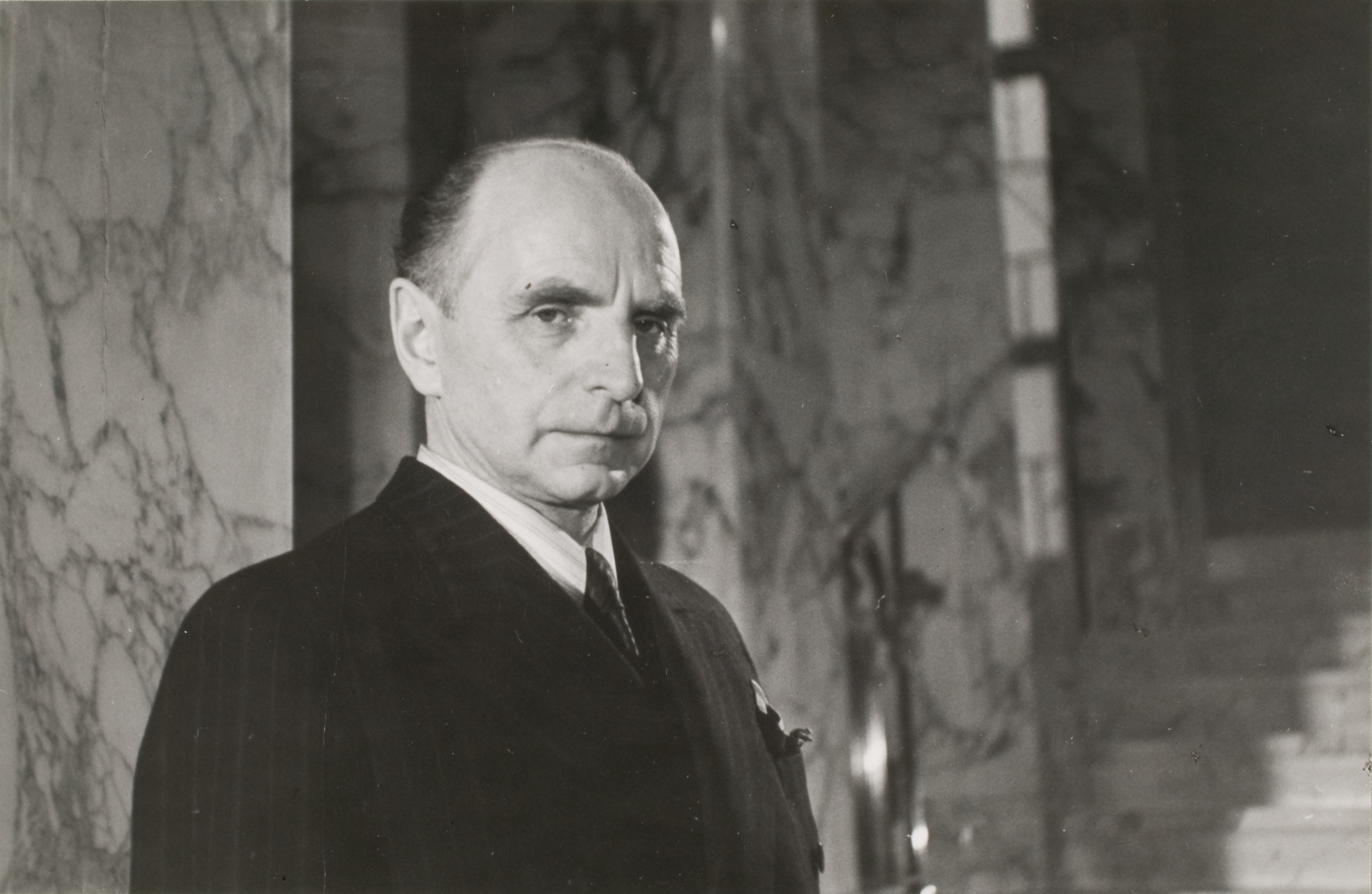
Johan Sigfrid Sirén

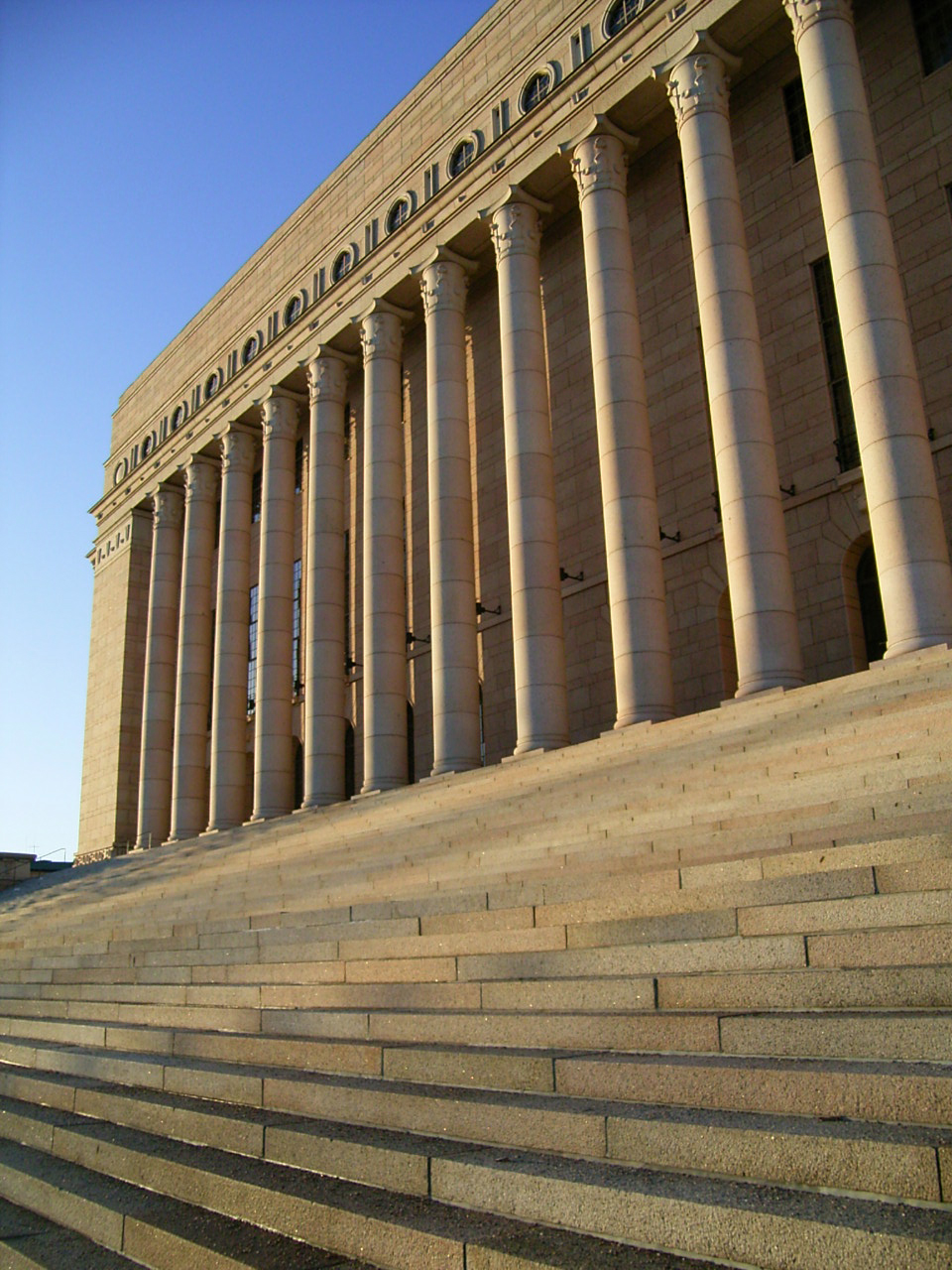
Eduskuntatalo, principal obra de Sirén

Johan Sigfrid Sirén (27 de mayo de 1889, Ylihärmä - 5 de marzo de 1961, Helsinki) fue un arquitecto finlandés. Se graduó como arquitecto en 1931, y es mayormente conocido por colaborar en el Eduskuntatalo, que es el edificio donde se reúne el Parlamento de Finlandia. El edificio terminó de construirse el año en que se graduó.
Sirén fue un accionista en la firma K. Borg, J.S. Sirén & Hj. Åberg desde 1918 hasta 1925. En 1931 Sirén estableció su propia oficina y también trabajó como profesor de arquitectura en la Universidad Politécnica de Helsinki hasta 1957.
El hijo de Sirén, Heikki Siren, también es un reconocido arquitecto, así como lo fue su nuera Kaija Siren
- Datos: Q499284
- Multimedia: Johan Sigfrid Sirén / Q499284